# عزيز علي (ملاكم)
عزيز علي (بالإنجليزية: Aziz Ali)‏ (مواليد 15 سبتمبر 1980) هو ملاكم كيني، مثّل بلاده في الألعاب الأولمبية الصيفية 2008.

## روابط خارجية
عزيز علي على موقع اللجنة الأولمبية الدولية (الإنجليزية)
- عزيز علي على موقع أوليمبيديا (الإنجليزية)